# Торчиновицька сільська рада
Торчиновицька сільська рада — колишній орган місцевого самоврядування у Старосамбірському районі Львівської області. Адміністративний центр — село Торчиновичі.

## Загальні відомості
Торчиновицька сільська рада утворена в 1939 році. Водоймища на території, підпорядкованій даній раді: річка Дністер.

## Населені пункти
Сільській раді підпорядковані населені пункти:
- с. Торчиновичі
- с. Бачина
- с. Морозовичі
- с. Торгановичі

## Склад ради
Рада складається з 16 депутатів та голови.

### Керівний склад попередніх скликань
| ПІБ                    | Основні відомості                                                                | Дата обрання | Дата звільнення |
| ---------------------- | -------------------------------------------------------------------------------- | ------------ | --------------- |
| Проць Іван Ярославович | Сільський голова, 1954 року народження, освіта вища, член Народного Руху України | 26.03.2006   | 31.10.2010      |
| Проць Іван Ярославович | Сільський голова, 1954 року народження, освіта вища, член Народного Руху України | 31.10.2010   |                 |

Примітка: таблиця складена за даними джерела